# Smalnäbbad spov
Smalnäbbad spov (Numenius tenuirostris) tillhör vadarfamiljen snäppor (Scolopacidae). Huruvida några individer av fågelarten fortfarande är i livet, eller om den är helt utdöd är oklart. 2024 publicerades forskare en artikel där den bedömdes vara utdöd, men IUCN hade då ännu inte ändrat sin bedömning från statusen akut hotad. Artens häckningsområde har tidigare varit det sibiriska taigabältet.

## Utseende och läte
Smalnäbbad spov är en medelstor Numenius-spov som mäter 36–41 cm och har ett vingspann på 77–88 cm. Den är därmed ungefär lika stor som småspoven (N. phaeopus) men påminner mer om storspoven (N. arquata) vad gäller fjäderdräkt. Adult smalnäbbad spov i häckningsdräkt är till största delen gråaktigt brun på ovansidan men med nedre delen av ryggen och övergumpen i vitt. Bröstet har en ljust sandfärgad ton med mörka streck. Undersidan är i övrigt vitaktig med kraftiga mörka prickar som avtar mot den vita undergumpen och kroppssidan har runda eller droppformade mörka fläckar. Utanför häckningsperioden har den en liknande fjäderdräkt men med mindre fläckar på kroppsidan. Könen är lika i fjäderdräkterna, men honan är mer långnäbbad än hanen. Juvenila individer är lika de adulta men har brunstreckad kroppssida och de droppformade fläckarna uppträder först framåt slutet av den första vintern.
I jämförelse med storspov har smalnäbbad spov vitare bröst, stjärt och vingundersida, och näbben är kortare, smalare och något rakare vid näbbasen. De pilformade fläckarna på kroppssidan hos storspoven skiljer sig även ifrån de runda eller hjärtformade fläckarna hos smalnäbbad spov. Dess huvudteckning, med mörk hjässa och ljust ögonbrynsstreck påminner om småspovens, men den senare arten har även ett centralt ljust hjässband och en mer kontrasterande huvudteckning som helhet.
Smalnäbbad spov uppvisar mer vitt än övriga spovar inom sitt släkte och de vita vingundersidorna, tillsammans med den tydligt kontrasterande och distinkta teckningen på kroppssidan är de främsta kriterierna vid identifiering i fält.
Dess läte är ett ko-lii, som påminner om storspovens men ljusare, melodiskt, kortare och i snabbare intervall. Dess varningsläte är ett hårt och snabbt ko-i.

## Utbredning
Smalnäbbad spov häckar i våtmarksområden på tajgan i Sibirien och det enda dokumenterade häckningsområdet fanns mellan åren 1909-1925 i närheten av Tara norr om Omsk. Den är en flyttfågel som från sina förmodade häckningslokaler i Sibirien flyttar genom centrala och östra Europa och som tidigare övervintrade vid färskvattenbiotoper runt om Medelhavet. Den mest välkända övervintringslokalen var Merja Zerga i nordvästra Marocko men där har den inte observerats sedan början av 1995.
Felflugna individer har observerats på olika platser i Västeuropa, på Kanarieöarna, Azorerna och Oman. Enda observationen av arten i Nordamerika skedde 1925 i Ontario, Kanada.

## Ekologi
Lite är känt om dess häckningsbiologi. Dess häckningsbiotop är taigans våtmarker, och de bon som återfunnit låg i övergångszonen mellan mosse och skog. På flytten och i vinterkvarteren har den observerats i en mängd olika typer av biotoper som saliner, brackvattenlaguner och stäppartade gräsmarker. Man tror att den häckade i mindre kolonier och få kullar som är kända har observerats i maj och bestod i snitt av fyra ägg. De födosöker genom att sticka sin långa böjda näbb i mjuk lera i jakt efter små ryggradslösa djur, men plockar även mindre byten direkt från ytan. Honans och hanens olika näbblängd är en anpassning hos Numenius-spovarna för att undvika direkt konkurrens av föda mellan könen. Tidiga observationer av arten talar om stora flockar och den uppträder även socialt tillsammans med närbesläktade arter utanför häckningsperioden, som exempelvis storspov.

## Status
Man tror att arten var ganska vanlig under 1800-talet, men efter en lång period av populationsminskning är numera smalnäbbad spov mycket ovanlig. Man tror att det bara finns kvar en spillra av populationen, kanske mindre än 50 adulta individer, och många befarar att den redan är utdöd. Den kategoriseras som akut hotad (CR) av IUCN.
Fortfarande på 1970-talet var den förhållandevis vanlig i Marocko under vintern men redan på 1980-talet observerades bara cirka 300 individer totalt. Sista observationen av smalnäbbad spov i Marocko skedde i början av 1995. Samma år observerades 20 individer i Italien. I början av maj 1998 observerades en möjlig subadult individ i Northumberland, England, men denna observation har dock underkänts i efterhand 2013. Sista säkra observationen av smalnäbbad spov har påståtts vara från Ungern 2001, medan det sista entydiga fotodokumentationen är från 1995.
Orsaken till den kraftiga populationsminskningen är inte fullt utredd men en kombination av habitatminskning av häckningsområden då våtmark blivit åkermark, utdikning av övervintringslokaler och ett hårt jakttryck när populationen redan var försvagad tros vara de främsta orsakerna.
Den brittiska ornitologiska föreningen Royal Society for the Protection of Birds (RSPB) initierade 2008 ett projekt för att återfinna arten där en mängd ornitologer ska genomsöka möjliga övervintringslokaler, exempelvis utmed Sudans Rödahavskust och på Arabiska halvön.
I november 2024 publicerade forskare en artikel med en analys av artens status utifrån IUCN modeller, där de gjorde den sammantagna bedömningen att den Smalnäbbade spoven med 96% sannolikhet är utdöd. Enligt IUCN:s ramverk ska en art som med mer än 90% sannolikhet bedöms vara utdöd, räknas som utdöd.